# NGC 6944
NGC 6944 (другие обозначения — PGC 65117, MCG 1-52-17, ZWG 399.25, NPM1G +06.0514) — галактика в созвездии Дельфин.
Этот объект входит в число перечисленных в оригинальной редакции «Нового общего каталога».
В галактике вспыхнула сверхновая SN 2007ct типа II, её пиковая видимая звездная величина составила 18,1.